# Cmentarz Řeporyjski
Cmentarz Řeporyjski (czes. Řeporyjský hřbitov) – cmentarz położony w stolicy Czech w dzielnicy Praga 5 (Řeporyje) przy ulicy Smíchovskiej.

## Historia
Cmentarz został założony na początku XX wieku w pobliżu Náměstí U Lva (placu Przy lwie), zastąpił on likwidowaną nekropolię na placu Řeporyjskim. Ma kształt wąskiego długiego prostokąta. Przednia część znajduje się na zboczu, zatomiast kwatery w głębi cmentarza znajdują się na płaskim wierzchołku wzgórza. Główne wejście umiejscowione jest od strony południowej. Główna aleja wysadzana lipami biegnie z północy na południe, przy zachodnim murze znajduje się kaplica pogrzebowa. Na wzniesieniu stoi drewniany krzyż, cmentarz jest miejscem spoczynku okolicznej ludności. W jednej z kwater jest pochowana śpiewaczka operowa Zdeňka Zíková-Dimitrijevič (1899 – 1990).